# Tamás Deák
Tamás Deák (ur. 27 kwietnia 1928 w Székesfehérvárze, zm. 12 lutego 2024 w Budapeszcie) – węgierski kompozytor muzyki filmowej.
W ZSRR i krajach bloku wschodniego znany był głównie jako autor utworu instrumentalnego „Narty wodne” (węg. Vízisí) (1968), który został wykorzystany w czołówce serialu animowanego Wilk i Zając.

## Wybrana muzyka filmowa

### Filmy animowane
- 1966–1979: Gustaw
- 1986: Miasto kotów